# Club Atlético Boca Juniors (basquetbol)
La secció de basquetbol del Boca Juniors forma part del club esportiu Club Atlético Boca Juniors de la ciutat de Buenos Aires.

## Història

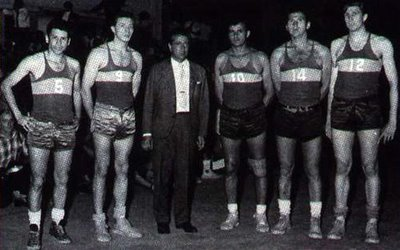
Equip campió dels anys 1960s.

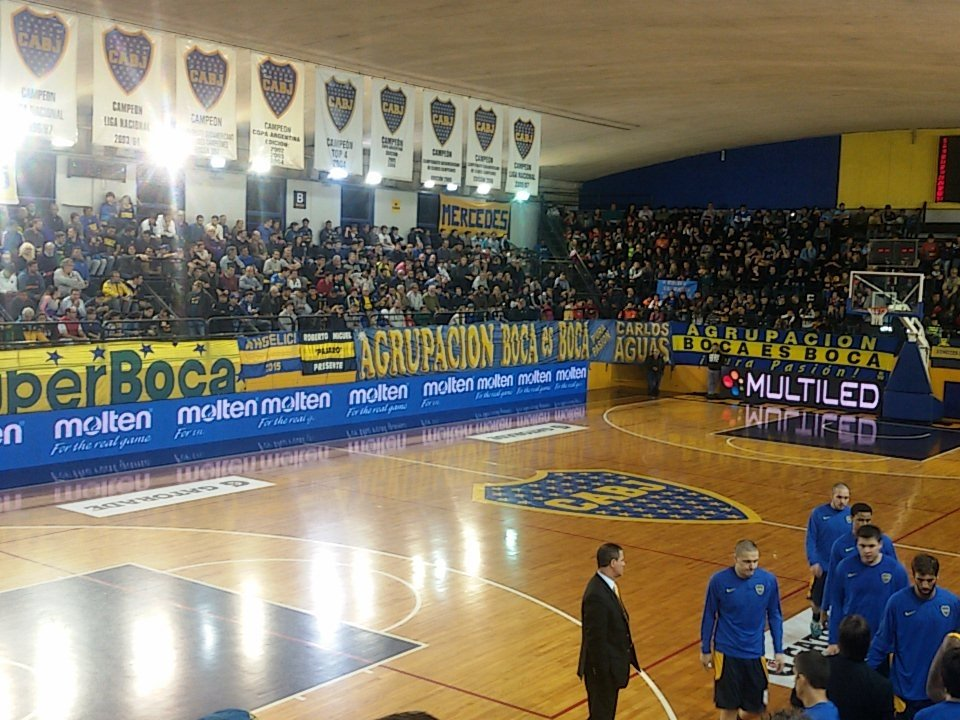
Banderons amb els títols guanyats, penjats al pavelló Luis Conde.

Des de la creació de la LNB argentina el 1985 fins al 2017 ha guanyat tres lligues (in 1996-97, 2003-04, and 2006-07) i fou segon tres cops més (1997-98, 2002-03, i 2004-05). A més, ha estat cinc cops campió de copa (2002, 2003, 2004, 2005, i 2006) i del Torneo Top 4 el 2004. També ha estat campió sud-americà tres cops (2004, 2005, i 2006).
El 1996 inaugurà el pavelló Luis Conde, també conegut com La Bombonerita, en honor d'un entrenador recentment traspassat.

## Palmarès

### Nacional
- Torneo Apertura (6): 1938, 1939, 1961, 1962, 1963, 1964[5][6]
- Campeonato Oficial (7): 1961, 1962, 1963, 1965, 1966, 1967, 1970[5]
- Torneo Metropolitano (6): 1957, 1959, 1961, 1962, 1963, 1969[5]
- Lliga argentina de bàsquet (5): 1996-97, 2003-04, 2006-07, 2023-24, 2024-25
- Copa Argentina (5): 2002, 2003, 2004, 2005, 2006
- Torneo Top 4 (1): 2004
- Supercopa Argentina (1): 2024
- Copa Super 20 (1): 2025

### International
- Campionat sud-americà de clubs de bàsquet (3): 2004, 2005, 2006

## Uniforme

### Casa
| (1985-87) | (1988) | (1989-1993) | (1993-1994) | (1994-1996) | (1996-1998) | (1998-2002) | (2002-07) | (2007-11) |

| (2011-15) | (2015-17) | (2017-18) | (2018-19) | (2020-21) | (2021-23) | (2023-24) | (2024-25) | (2025) |

### Lluny
| (1993-94) | (1994-96) | (1996-98) | (1998-02) | (2002-05) | (2005-07) | (2007-11) | (2011-14) | (2014-15) |

| (2015-17) | (2017) | (2017-18) | (2018-19) | (2019) | (2020-21) | (2021-23) | (2023-24) | (2024-25) |

| (2025) |